# Walker (Luisiana)
Walker es un pueblo ubicado en la parroquia de Livingston en el estado estadounidense de Luisiana. En el Censo de 2010 tenía una población de 6138 habitantes y una densidad poblacional de 380,28 personas por km².

## Geografía
Walker se encuentra ubicado en las coordenadas 30°29′10″N 90°51′55″O / 30.48611, -90.86528. Según la Oficina del Censo de los Estados Unidos, Walker tiene una superficie total de 16.14 km², de la cual 16.14 km² corresponden a tierra firme y (0%) 0 km² es agua.

## Demografía
Según el censo de 2010, había 6138 personas residiendo en Walker. La densidad de población era de 380,28 hab./km². De los 6138 habitantes, Walker estaba compuesto por el 85.22% blancos, el 10.75% eran afroamericanos, el 0.31% eran amerindios, el 0.67% eran asiáticos, el 0.03% eran isleños del Pacífico, el 1.63% eran de otras razas y el 1.38% pertenecían a dos o más razas. Del total de la población el 2.92% eran hispanos o latinos de cualquier raza.